# Metal Gear Solid (1998)
Metal Gear Solid là một trò chơi lén lút do Konami phát triển và phát hành cho PlayStation năm 1998. Game do Kojima Hideo đạo diễn, sản xuất và viết, và là phần tiếp nối bản Metal Gear và Metal Gear 2: Solid Snake trên máy MSX2 cũng do Kojima thực hiện. Trò chơi ra mắt tại Tokyo Game Show năm 1996 và sau đó trình diễn tại các triển lãm thương mại bao gồm Triển lãm Giải trí Điện tử năm 1997; việc phát hành tại Nhật Bản ban đầu được lên kế hoạch vào cuối năm 1997, trước khi bị trì hoãn sang năm 1998.
Người chơi điều khiển Solid Snake, một người lính thâm nhập vào cơ sở vũ khí hạt nhân để vô hiệu hóa mối đe dọa khủng bố từ FOXHOUND, một đơn vị lực lượng đặc biệt phản đảng. Snake phải giải phóng con tin và ngăn chặn những kẻ khủng bố phát động một cuộc tấn công hạt nhân. Các đoạn cắt cảnh điện ảnh được dựng bằng công cụ và đồ họa trong trò chơi, đồng thời sử dụng lồng tiếng xuyên suốt.
Metal Gear Solid đã bán được hơn bảy triệu bản trên toàn thế giới và xuất xưởng 12 triệu bản chơi thử. Game đạt điểm trung bình 94/100 trên trang web tổng hợp Metacritic. Game được coi là một trong những trò chơi điện tử hay nhất và quan trọng nhất mọi thời đại, giúp phổ biến thể loại lén lút và các đoạn cắt cảnh điện ảnh. Tiếp theo là phiên bản mở rộng cho PlayStation và Windows, Metal Gear Solid: Integral (1999), và bản làm lại trên GameCube, Metal Gear Solid: The Twin Snakes (2004). Game đã sản xuất nhiều phần tiếp theo, bắt đầu với Metal Gear Solid 2: Sons of Liberty (2001), và các chuyển thể truyền thông như phim truyền hình, truyện tranh và tiểu thuyết.

## Cách chơi

Đại diện cho tính năng 'Soliton Radar' của trò chơi. Hình nón chấm trắng đại diện cho nhân vật người chơi, trong khi hình nón chấm đỏ tượng trưng cho lính canh của kẻ địch. Các đường viền màu xanh lục biểu thị các đồ vật hoặc bức tường mà người chơi có thể ẩn đằng sau.

Người chơi phải điều khiển nhân vật chính là Solid Snake, di chuyển thông qua một cơ sở vũ khí hạt nhân mà không bị kẻ địch phát hiện. Khi Snake di chuyển vào tầm nhìn của kẻ địch, anh ta sẽ kích hoạt "chế độ cảnh báo" để thu hút kẻ địch. Sau đó, người chơi phải ẩn nấp cho đến khi "chế độ lẩn trốn" bắt đầu; khi bộ đếm về 0, trò chơi sẽ trở lại "chế độ xâm nhập", lúc này kẻ địch thù không còn phát hiện ra ai khả nghi nữa. Không thể sử dụng radar ở chế độ cảnh báo hoặc lẩn trốn. Ngoài lối chơi lén lút, các phân cảnh set-piece kéo theo các cuộc đọ súng giữa người chơi và kẻ địch.
Để không bị phát hiện, người chơi có thể thực hiện các kỹ thuật sử dụng khả năng của Snake và môi trường, chẳng hạn như chui xuống dưới đồ vật, sử dụng các thùng để che chắn, chui xuống hoặc ẩn nấp quanh tường và gây ra tiếng động để đánh lạc hướng kẻ địch. Radar trên màn hình cung cấp cho người chơi vị trí của kẻ địch ở gần và tầm nhìn của chúng. Snake cũng có thể sử dụng nhiều vật phẩm và tiện ích, chẳng hạn như kính hồng ngoại và hộp các tông ngụy trang. Việc nhấn mạnh vào khả năng lén lút thúc đẩy một hình thức chơi ít bạo lực hơn, vì các cuộc chiến chống lại các nhóm kẻ địch lớn thường sẽ gây ra thiệt hại nặng nề cho Snake.
Ngoài câu chuyện chính, còn có chế độ luyện tập VR, người chơi có thể kiểm tra kỹ năng lén lút trong một loạt môi trường nhân tạo. Chế độ này chia thành ba loại chính (luyện tập, tấn công theo thời gian và bắn súng), mỗi loại bao gồm mười giai đoạn. Sau khi hoàn thành tất cả 30 màn chơi, nó sẽ mở khóa một nhiệm vụ sinh tồn, người chơi phải lẻn qua mười màn liên tiếp trong thời hạn bảy phút.

## Tóm lược

### Bối cảnh
Metal Gear Solid diễn ra trong một lịch sử thay thế, trong đó Chiến tranh Lạnh tiếp tục kéo dài đến thập niên 1990, kết thúc vào một thời điểm nào đó gần cuối thế kỷ 20. Các sự kiện của trò chơi diễn ra sáu năm sau những sự kiện trong downfall of Zanzibarland, và tạo thành chương thứ ba trong một cốt truyện bao quát liên quan đến nhân vật Solid Snake.

### Nhân vật
nhân vật chính là Solid Snake, một kẻ xâm nhập và phá hoại huyền thoại. Trong quá trình thực hiện nhiệm vụ, Snake nhận được sự hỗ trợ và tư vấn qua bộ đàm codec. Đại tá Roy Campbell, cựu sĩ quan chỉ huy của Solid Snake, hỗ trợ Snake về thông tin và chiến thuật. Trong khi ban đầu anh ấy giữ một số bí mật với Snake, anh ấy dần dần tiết lộ chúng. Anh đi cùng với Naomi Hunter, người đưa ra lời khuyên y tế; Nastasha Romanenko, người cung cấp các mẹo về vật phẩm và vũ khí; Master Miller, cựu huấn luyện viên diễn tập và huấn luyện viên sinh tồn; và Mei Ling, người đã phát minh ra hệ thống radar soliton được sử dụng trong nhiệm vụ và cũng phụ trách dữ liệu nhiệm vụ; người chơi có thể gọi cô ấy để lưu trò chơi.

### Cốt truyện
Năm 2005, lực lượng đặc biệt được cải tiến về mặt di truyền FOXHOUND trở mặt phản bội, giành quyền kiểm soát một hòn đảo xa xôi ở Alaska gọi làQuần đảo Fox có tên mã là "Shadow Moses", nơi đây có một cơ sở xử lý vũ khí hạt nhân. FOXHOUND đe dọa sử dụng mecha Metal Gear REX có khả năng hạt nhân, đang được thử nghiệm bí mật tại cơ sở, để chống lại chính phủ Hoa Kỳ, nếu họ không nhận được phần còn lại của Big Boss và số tiền chuộc 1 tỷ đô la trong vòng 24 giờ. Solid Snake bị Đại tá Roy Campbell-cũng bị ép phải nghỉ hưu-yêu cầu thâm nhập vào hòn đảo và vô hiệu hóa mối đe dọa...

## Phát triển
Kojima ban đầu lên kế hoạch cho trò chơi Metal Gear thứ ba của ông vào năm 1994 cho 3DO Interactive Multiplayer. Kojima ban đầu lên kế hoạch cho Metal Gear Solid trong khi Policenauts (1994) vẫn đang được phát triển. Phác thảo của Shinkawa Yoji của các nhân vật Solid Snake, Meryl Silverburgh, cũng là một nhân vật trong trò chơi phiêu lưu Policenauts, và nhóm FOXHOUND, đã được đưa vào Policenauts: Pilot Disk trước khi phát hành phiên bản đầy đủ của trò chơi 3DO vào năm 1995. Sau khi 3DO ngừng hoạt động, quá trình phát triển đã chuyển sang PlayStation sau khi phát hành Policenauts.
Xét thấy các trò chơi góc nhìn thứ nhất khó điều khiển, nhóm đã chọn cung cấp cho trò chơi kiểu 2D bằng cách chơi chủ yếu từ góc trên cao, đồng thời sử dụng đồ họa 3D và khả năng chuyển sang góc nhìn thứ nhất một cách nhanh chóng để tạo cảm giác như thể trò chơi trò chơi đang diễn ra trong một thế giới 3D thực.
Trò chơi ra mắt lần đầu tiên tại Tokyo Game Show năm 1998 và phát hành cùng năm tại Nhật Bản với một chiến dịch quảng cáo rộng rãi. Truyền hình và tạp chí quảng cáo, trò chơi mẫu tại cửa hàng và quà tặng bản trình diễn đã góp vào tổng chi phí quảng cáo lên đến 8 triệu đô la.

### Âm nhạc
Phần âm nhạc của Metal Gear Solid do các nhạc sĩ trong nội bộ Konami sáng tác, bao gồm Muraoka Kazuki, Togo Hiroyuki, Takanari Ishiyama, Lee Jeon Myung và Kirioka Maki. Nhà soạn nhạc và viết lời Muranaka Rika đã sáng tác một bài hát có tên "The Best is Yet To Come" cho đoạn kết thúc của trò chơi. Aoife Ní Fhearraigh thể hiện bài hát bằng tiếng Ireland. Nhạc chủ đề chính do Tappi Iwase từ Konami Kukeiha Club sáng tác.

## Phát hành
Metal Gear Solid được phát hành lần đầu tiên cho PlayStation tại Nhật Bản vào ngày 3 tháng 9 năm 1998. Trò chơi có sẵn ở phiên bản tiêu chuẩn, cũng như phiên bản "Gói cao cấp" giới hạn được bán trong một hộp lớn kèm theo áo thun, một cặp nhãn dán thẻ bài, thẻ nhớ theo chủ đề FOXHOUND, đĩa CD âm thanh có các bản nhạc từ trò chơi MSX2 Metal Gear (bao gồm một số  bản nhạc phần thưởng), và một tập sách dày 40 trang, Metal Gear Solid Classified, bao gồm các ghi chú về quá trình sản xuất, các cuộc phỏng vấn với các nhà phát triển và bảng chú giải thuật ngữ trong trò chơi.
Metal Gear Solid là một trong hai mươi trò chơi PlayStation có trong PlayStation Classic phát hành năm 2018. Trò chơi đi kèm theo hệ máy phát hành ở Nhật Bản và phương Tây ứng với các phiên bản của chúng.

### Integral
Phát hành vào ngày 25 tháng 6 năm 1999  cho hệ máy PlayStation ở Nhật Bản, Metal Gear Solid: Integral là một phiên bản mở rộng của trò chơi có nội dung bổ sung từ các phiên bản của Mỹ và Châu Âu. Trò chơi thay giọng tiếng Nhật từ phiên bản gốc bằng tiếng Anh, cung cấp cho người chơi lựa chọn giữa phụ đề tiếng Nhật và tiếng Anh trong các đoạn cắt cảnh và hội thoại CODEC (mô tả vật phẩm, nhật ký nhiệm vụ và văn bản khác vẫn bằng tiếng Nhật). Nội dung bổ sung khác cho trò chơi chính bao gồm trang phục "bộ đồ lén lút" thay thế cho Meryl (cô mặc khi Snake mặc lễ phục), cài đặt độ khó "Rất dễ" trong đó người chơi bắt đầu nhiệm vụ với súng tiểu liên MP5 cói lượng đạn vô hạn (thay thế súng trường FAMAS trong kho của Snake), Codec thứ tám có bình luận từ nhóm phát triển (không có âm thanh và chỉ bằng văn bản tiếng Nhật) về mọi khu vực và cuộc đụng độ trùm, ẩn các bản nhạc, một chế độ trò chơi thay thế trong đó người chơi điều khiển Snake từ góc nhìn người thứ nhất (chỉ ở độ khó Thông thường), một tùy chọn cho các tuyến đường tuần tra thay thế cho kẻ địch và một minigame cho PocketStation. Torture Event cũng dễ thực hiện hơn, giảm số vòng xuống còn ba vòng mỗi phiên trên cả năm cài đặt độ khó.

### Phiên bản PC
Phiên bản PC của Metal Gear Solid phát hành ở Bắc Mỹ, Châu Âu và các vùng lãnh thổ Châu Á (trừ Nhật Bản) vào cuối năm 2000. Phiên bản này do Microsoft Game Studios phát hành và Digital Dialect phát triển. Trò chơi hỗ trợ sử dụng bàn phím hoặc tay cầm USB với ít nhất sáu nút (với sách hướng dẫn khuyến nghị tay Sidewinder Game Pad Pro). Game cũng hỗ trợ Direct3D nâng độ phân giải lên tới 1024x768. Phiên bản PC dán nhãn Metal Gear Solid  trên bao bì, nhưng trò chơi thực tế sử dụng logo Metal Gear Solid: Integral , mặc dù nó cũng có một số khác biệt so với phiên bản Integral trên PlayStation và thiếu một số nội dung. Thay đổi đáng kể nhất là giảm số lượng đĩa từ ba xuống còn hai, bằng cách cung cấp cho mỗi đĩa hai tệp thực thi riêng biệt, một cho trò chơi chính (mgsi.exe) và một cho phần VR (mgsvr.exe).

### The Twin Snakes
Bản làm lại, Metal Gear Solid: The Twin Snakes do Silicon Knights phát triển dưới sự giám sát của KCE Japan và phát hành cho GameCube ở Bắc Mỹ, Nhật Bản và Châu Âu vào tháng 3 năm 2004. Mặc dù Twin Snakes chủ yếu do Silicon Knights phát triển, các đoạn cắt cảnh là do bộ phận nội bộ tại Konami làm, đạo diễn Phim Nhật Bản Kitamura Ryuhei chỉ đạo, phản ánh phong cách đặc trưng năng động của ông, sử dụng ảnh bullet time và đấu súng thoải mái. Mặc dù cốt truyện và bối cảnh của trò chơi không thay đổi (một số dòng hội thoại chọn lọc đã được viết lại gần giống với phiên bản gốc tiếng Nhật hơn), nhiều tính năng chơi trò chơi từ Sons of Liberty đã được thêm vào, chẳng hạn như lối chơi người thứ nhất nhắm và đu mình theo các thanh trên tường. Một thay đổi khác trong phần lồng tiếng bằng tiếng Anh là việc giảm giọng của Mei Ling, Naomi và Nastasha, cũng như thay đổi giọng của Grey Fox từ Greg Eagles, người vẫn đảm nhận vai trưởng DARPA, thành Rob Paulsen. Đồ họa cũng cập nhật để phù hợp với đồ họa của Metal Gear Solid 2.

## Phương tiện liên quan
Một tiểu thuyết dựa trên Metal Gear Solid bản gốc do Raymond Benson sáng tác và Del Rey xuất bản. Phiên bản bìa mềm ở Mỹ xuất bản ngày 27 tháng 5 năm 2008, và Phiên bản Anh vào ngày 5 tháng 6 năm 2008.
Tiểu thuyết thứ hai của Yano Kenji (viết dưới bút danh Hitori Nojima), Metal Gear Solid Substance I, Kadokawa Shoten xuất bản tại Nhật Bản ngày 25 tháng 8 năm 2015. Tiểu thuyết này được thuật lại thông qua một tệp văn bản do một chàng trai trẻ sống ở Manhattan vào năm 2009 (năm hiện tại của chương Plant trong Metal Gear Solid 2: Sons of Liberty). Câu chuyện cũng thừa nhận một số yếu tố cốt truyện từ Metal Gear Solid V: The Phantom Pain liên quan đến một số nhân vật như Liquid Snake và Psycho Mantis.

## Đón nhận và các di sản
Metal Gear Solid được giới phê bình đánh giá cao, lần lượt đạt tổng số điểm 93% và 94/100 tại các trang web xếp hạng GameRankings và Metacritic.

### Hiệu suất thương mại
Trước khi phát hành ở Bắc Mỹ, ước tính có khoảng 12 triệu bản chơi thử đã được phân phối vào năm 1998. Khi phát hành, trò chơi ngay lập tức gặt hái thành công về mặt thương mại. Nó đã trở thành một trong những trò chơi được thuê nhiều nhất ở Mỹ, và đứng đầu bảng xếp hạng doanh thu ở Anh và Nhật Bản. PC Data đưa ra báo cáo sau khi theo dõi doanh số bán hàng tại Hoa Kỳ rằng Metal Gear Solid đã bán được 1,06 triệu bản và kiếm 51.834.077 đô la Mỹ (93.064.000 đô la Mỹ vào năm 2022) doanh thu chỉ trong năm 1998. Điều này khiến nó trở thành trò chơi PlayStation bán chạy thứ năm của đất nước phát hành vào năm 1998 và là tựa game PlayStation có doanh thu cao thứ ba trong năm đó. Ở Anh, game bán chạy thứ ba trong năm 1999. Ở Đức, game nhận giải thưởng Bạch kim từ Verband der Unterhaltungssoftware Deutschland (VUD) vào tháng 6 năm 1999 vì đã bán ra hơn 200.000 bản trong vòng vài tháng, và nó trở thành trò chơi PlayStation bán chạy thứ hai trong năm. Ở Châu Âu, trò chơi đã thu về €40.034.122 hoặc 47.232.329 đô la Mỹ (82.972.653 đô la Mỹ vào năm 2022) vào năm 1999, cộng lại tổng hơn 94.502.444 đô la Mỹ (169.672.212 đô la Mỹ vào năm 2022) tổng doanh thu ở Hoa Kỳ và Châu Âu vào năm 1999.
Mặc dù đạt được thành công cao ngay cả về doanh thu, trong một cuộc phỏng vấn với Geoff Keighley vào năm 2014, Kojima đã tiết lộ ban đầu ông không hề đặt kỳ vọng về doanh thu của Metal Gear Solid  nói: "Cả tôi và bất kỳ ai khác đều không mong đợi việc Metal Gear Solid sẽ bán chạy.[...] Tôi không hề nghĩ đến việc làm cách nào để trò chơi này đạt doanh thu tốt, bởi vì tôi còn không nghĩ là nó sẽ bán được."

### Đánh giá quan trọng
Metal Gear Solid đã nhận được "sự hoan nghênh toàn cầu", theo tổng hợp đánh giá Metacritic.
PlayStation Official Magazine – UK gọi Metal Gear Solid là "trò chơi hay nhất từng được tạo ra. Không thể chê vào đâu được và không thể nào quên". Bài đánh giá của IGN cho rằng Metal Gear Solid đã "gần đạt tới sự hoàn hảo hơn bất kỳ trò chơi nào khác trong thể loại hành động của PlayStation" và gọi nó là "đẹp, hấp dẫn và sáng tạo...ở mọi thể loại có thể tưởng tượng được." Computer and Video Games đã so sánh nó với việc "như một bộ phim bom tấn hành động kinh phí lớn, thậm chí còn hay hơn." Tạp chí Arcade đã ca ngợi game vì đã "giới thiệu một thể loại hoàn toàn mới: lén lút" và nói rằng nó sẽ "báo trước một làn sóng thủy triều" của "những trò chơi lén lút". "Họ gọi đây là một "bản phát hành xuất sắc, tuyệt đẹp về mặt kỹ thuật, được cân nhắc kỹ lưỡng và chắc chắn sẽ ảnh hưởng đến các trò chơi phiêu lưu hành động trong nhiều năm".
GamePro gọi đây là "[trò chơi] đáng mua nhất trong mùa và là một trò chơi mà game thủ nào cũng nên mua", nhưng chỉ trích tốc độ khung hình "đôi khi làm cản trở đồ họa bắt mắt." GameSpot đã chê việc người chơi dễ dàng tránh bị nhìn thấy như thế nào cũng như trò chơi khá ngắn, gọi nó là "một tác phẩm nghệ thuật hơn là ... một trò chơi bình thường."

### Di sản

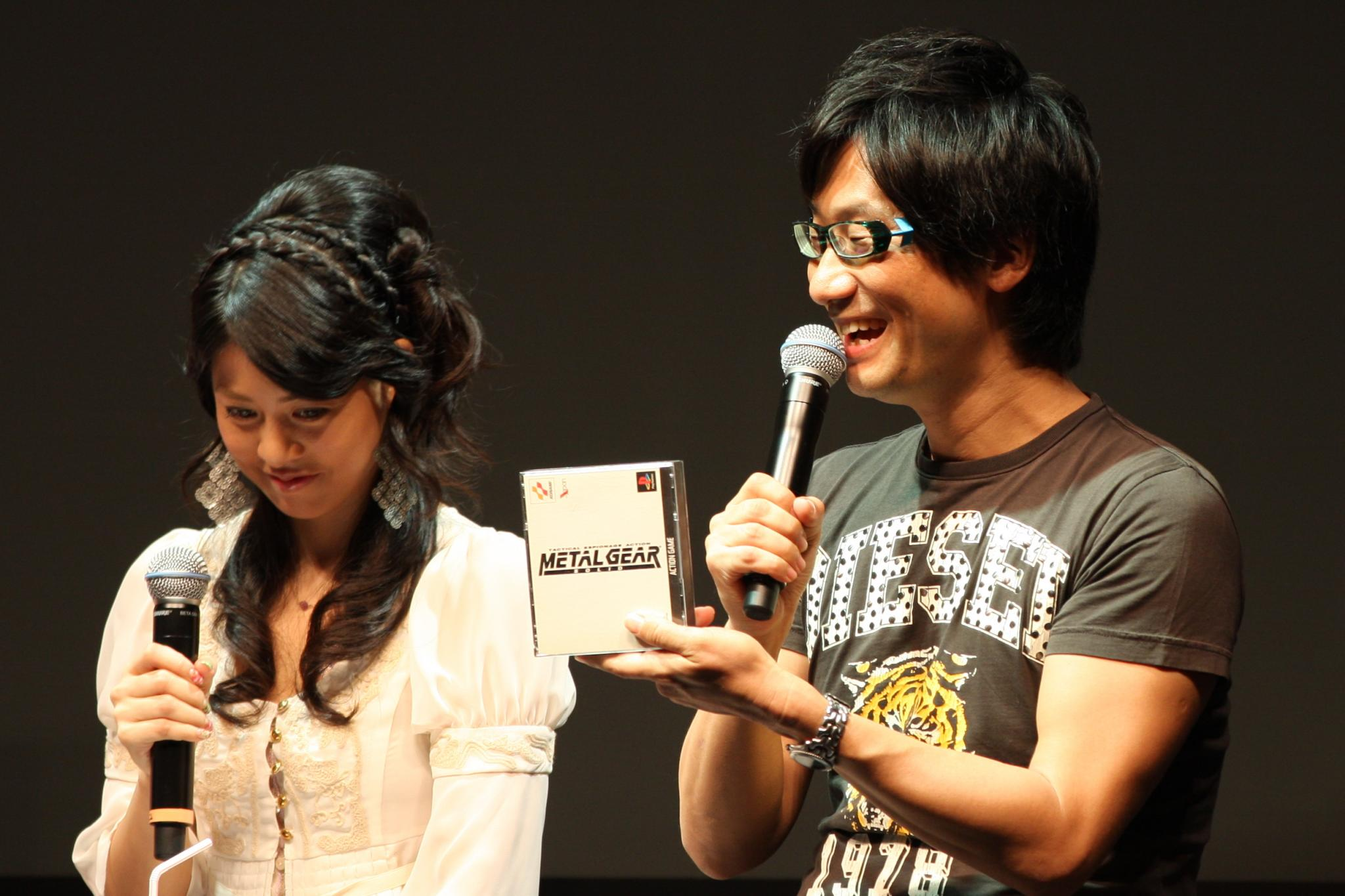
Kojima Hideo (với người mẫu Kikuchi Yumi) tại Tokyo Game Show năm 2011 đang cầm một hộp Metal Gear Solid nguyên bản

Metal Gear Solid được cho là đã phổ biến thể loại trò chơi lén lút. Ý tưởng về việc người chơi không có vũ khí và phải tránh bị kẻ thù nhìn thấy hơn là chiến đấu với chúng đã được sử dụng trong nhiều trò chơi kể từ đó. Đôi khi nó cũng được ca ngợi là một bộ phim giống như một trò chơi do đoạn cắt cảnh dài và cốt truyện phức tạp. IGN gọi nó là "trò chơi sáng nên lập thể loại lén lút.

Trò chơi thường được coi là một trong những trò chơi hay nhất dành cho PlayStation và được Computer and Video Games đưa vào danh sách trò chơi điện tử hay nhất năm 2000, cũng như Electronic Gaming Monthly và Game Informer vào năm 2001,Retro Gamer vào năm2004, GameFAQs và GamePro vào năm 2005, và Famitsu. Năm 2001, Tạp chí Hyper đã ca ngợi "Có lẽ là trò chơi hay nhất trên PlayStation."